# Opel Commodore B
Der Opel Commodore ist ein Fahrzeug der oberen Mittelklasse, das die damals zum US-amerikanischen Automobilkonzern General Motors (GM) gehörende Adam Opel AG ab März 1972 verkaufte. Vom Rekord D unterscheidet er sich durch einen Sechszylindermotor und eine bessere Ausstattung. In Südafrika wurde er als Chevrolet, in der Schweiz als Ranger B angeboten.

## Modellgeschichte

### Allgemeines
Opel stellte Anfang 1972 den neuen Commodore B vor. Wie schon beim Vorgänger nutzte der Commodore Karosserie und Technik des Opel Rekord, in dieser Generation die des Rekord D. Vom simpler ausgestatteten Vierzylinder-Mittelklasse-Bestseller Rekord unterscheidet sich der Sechszylinder-Opel nur durch optische Details wie Kühlergrill und Rückleuchten unter mattschwarzer Blende mit Chromstreifen. Dafür sorgt ausschließlich ein Reihensechszylinder für den Vortrieb. Dieser leistet zwischen 85 (115) und 118 kW (160 PS) und beschleunigt den luxuriös ausgestatteten Commodore auf bis zu 200 km/h. Neben der viertürigen Limousine war auch wieder ein Coupé verfügbar. Die zweitürige Limousine wurde nicht mehr angeboten. Nach mehr als 140.000 Einheiten endete die Produktion dieses Modells im Juli 1977.
Neben der Limousine und dem zweitürigen Coupé entstanden einige Prototypen mit dem 2,8-l-Einspritzmotor als fünftüriger Kombi (beispielsweise für den Deutschen Ski-Verband) sowie ein dreitüriger Lieferwagen mit dem GS/E Motor. Trotz Sechszylindermotor galten sie offiziell aber als Rekord-Modelle.
Zwischen Januar 1972 und Juli 1977 wurden 140.827 Fahrzeuge produziert, davon 42.279 Coupés.

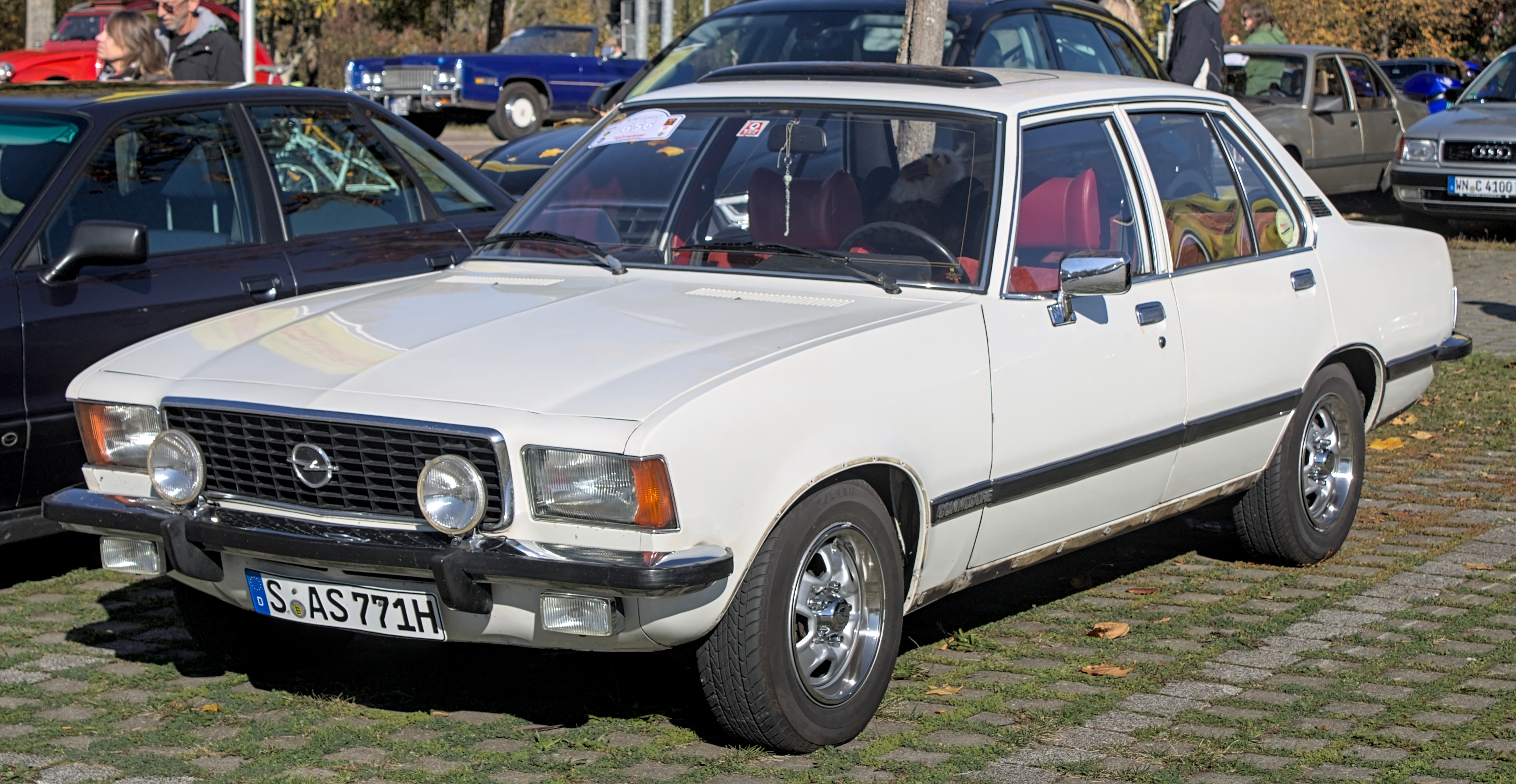
Opel Commodore, viertürige Limousine
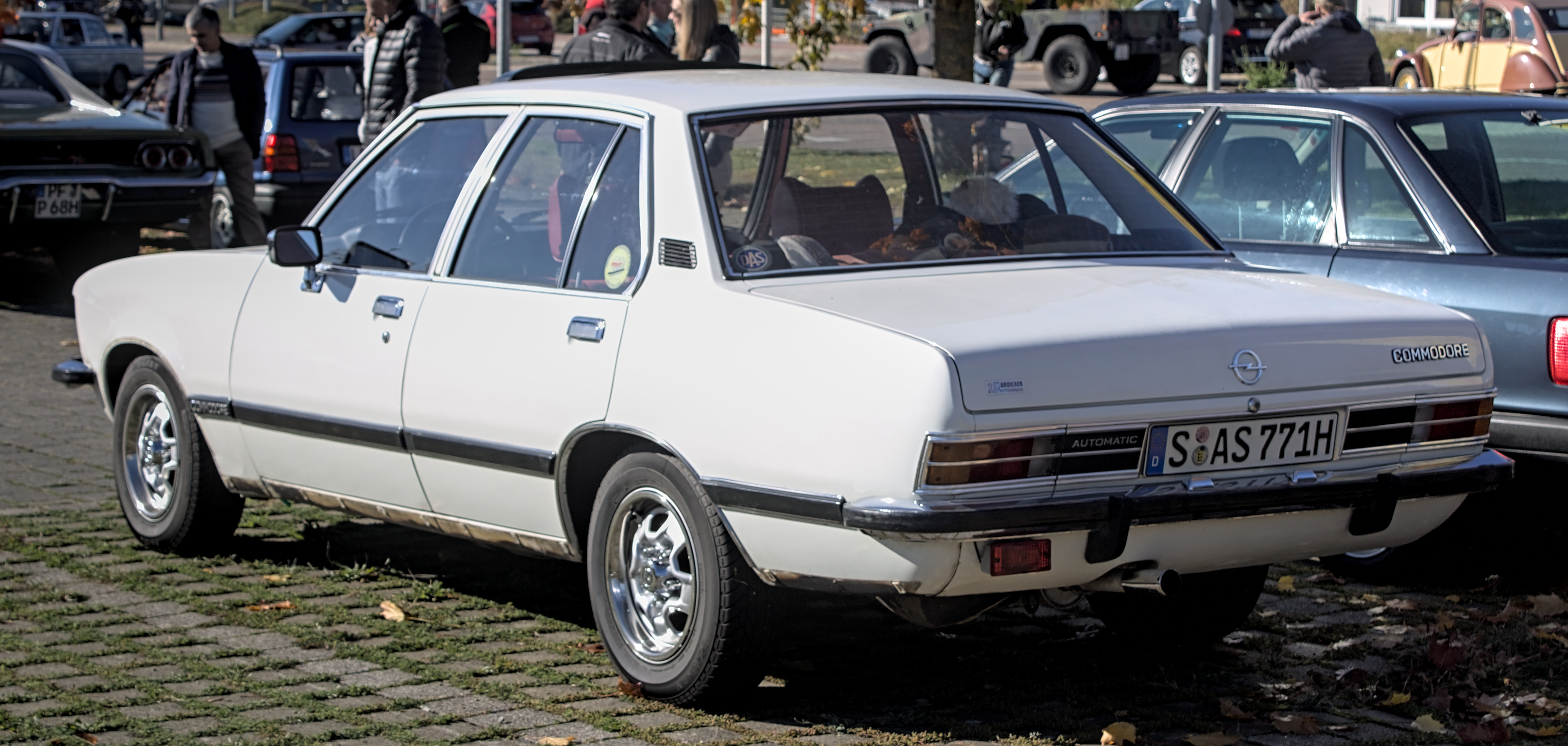
Heckansicht
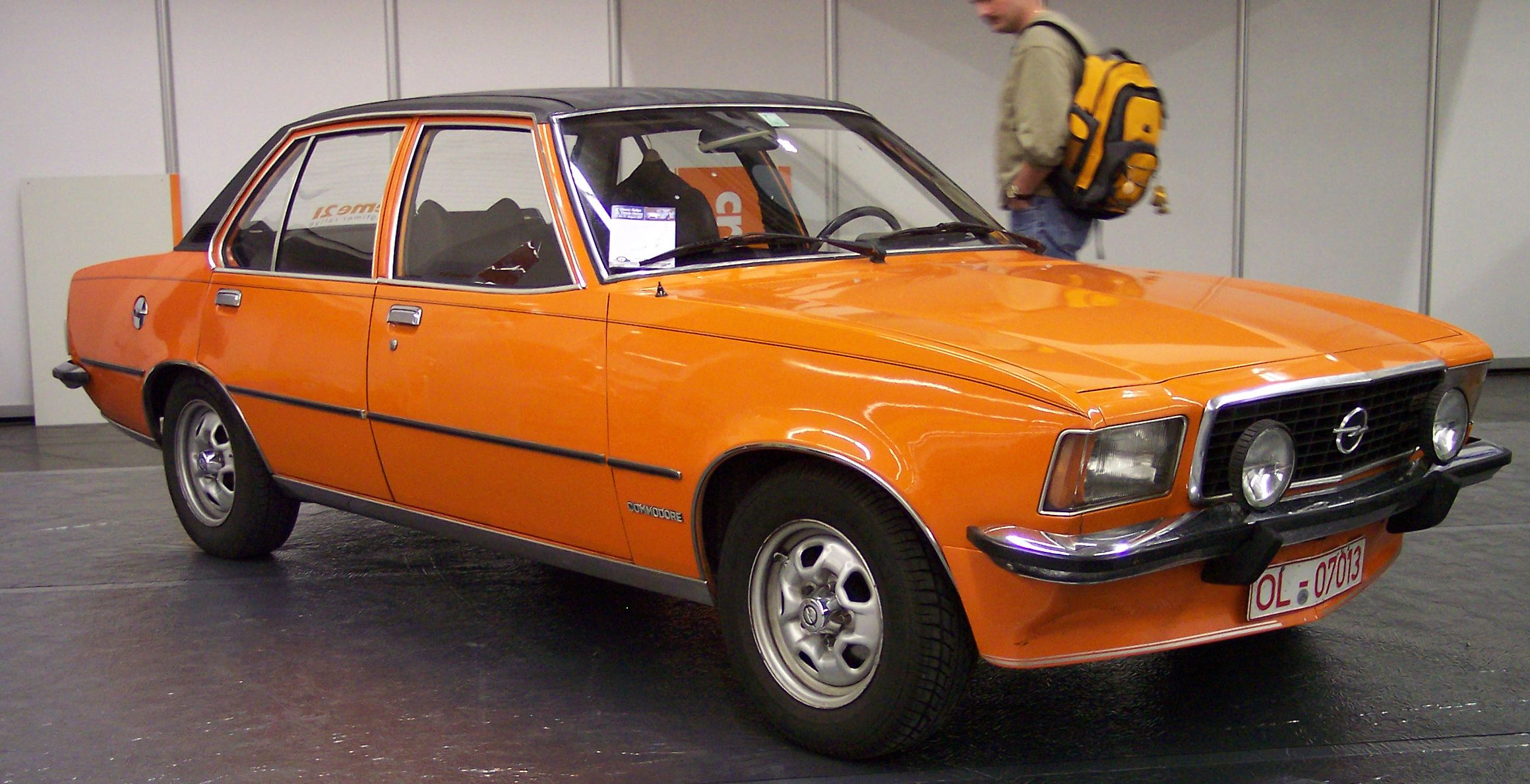
Opel Commodore GS
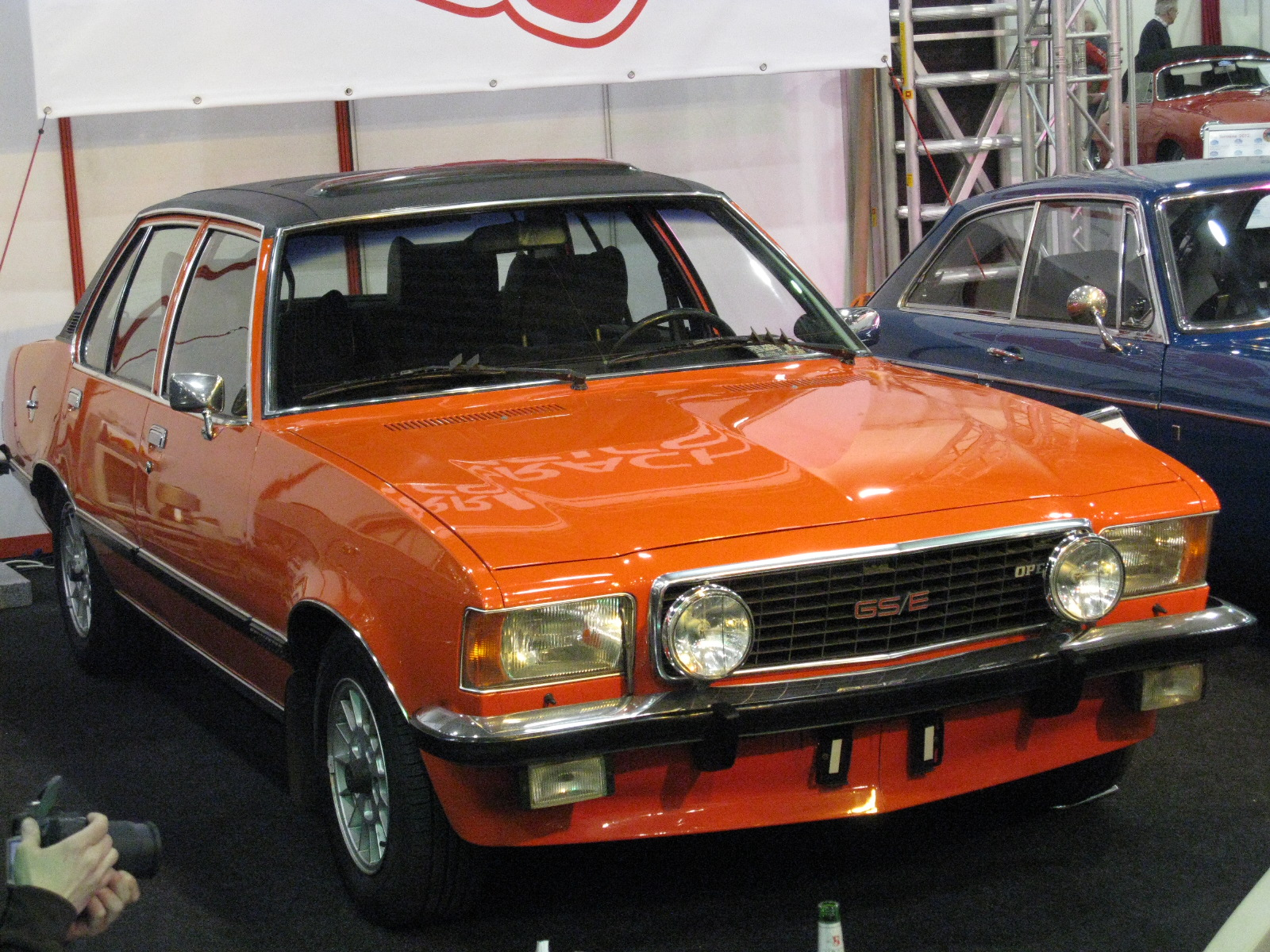
Opel Commodore GS/E
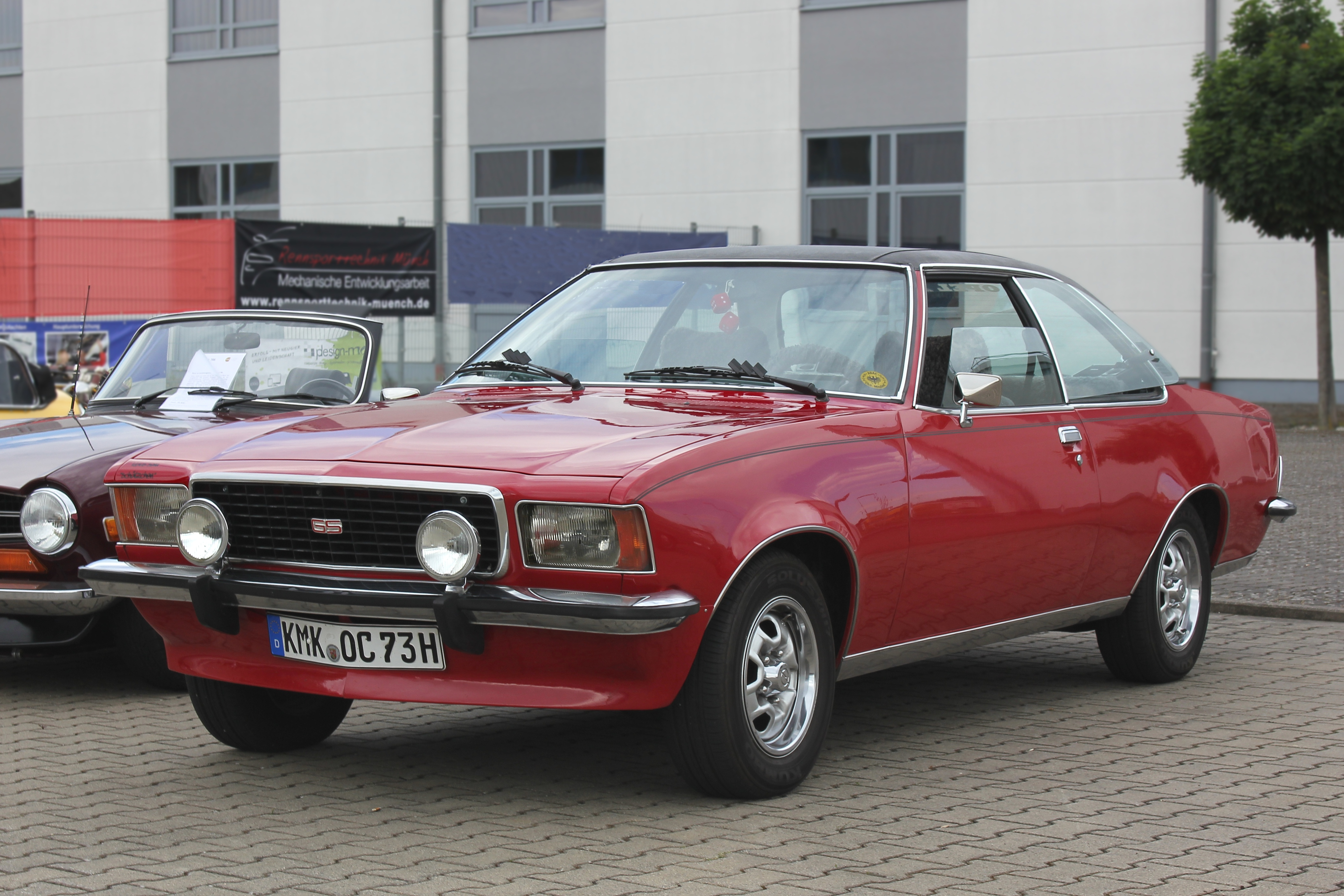
Opel Commodore GS Coupé
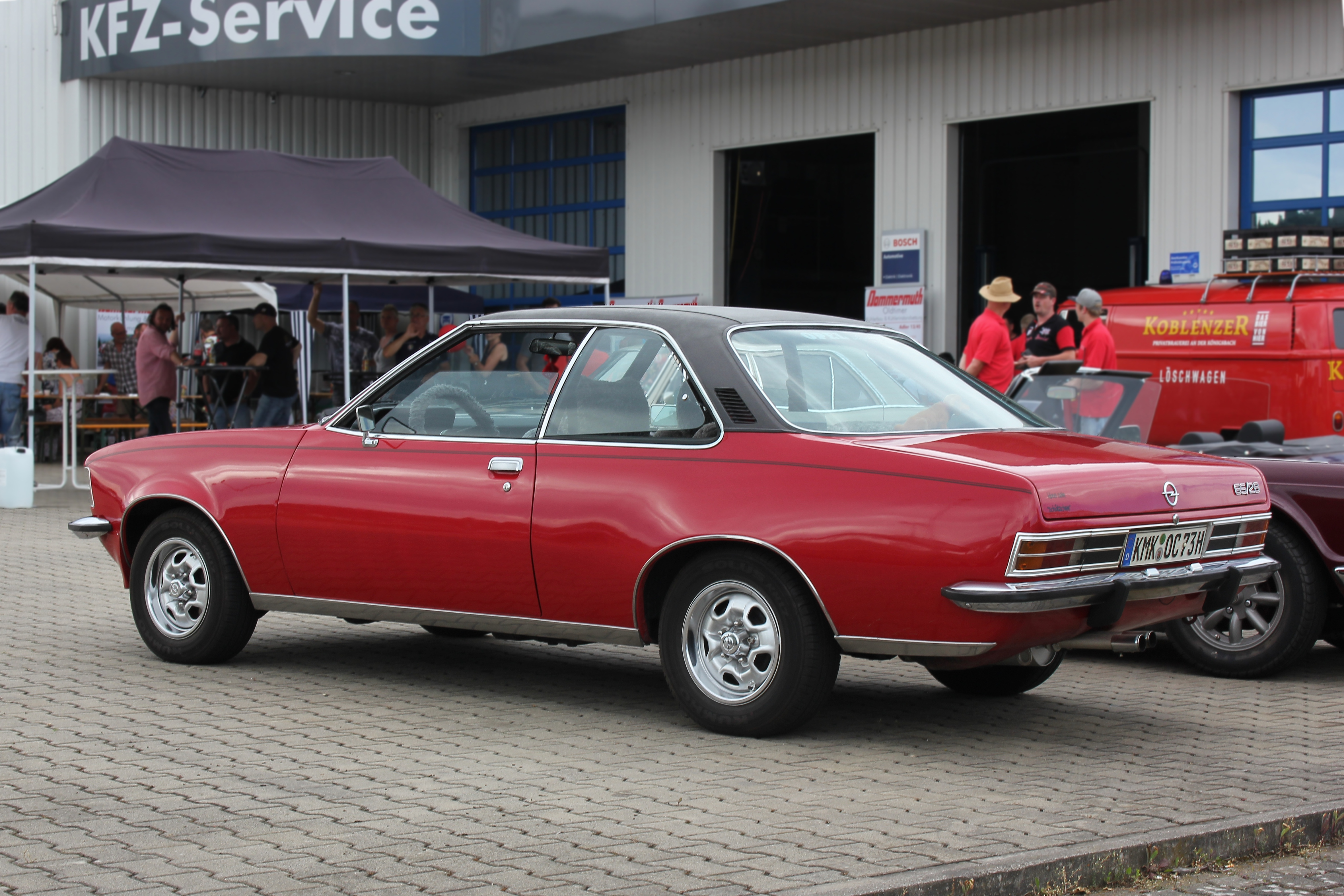
Opel Commodore GS Coupé
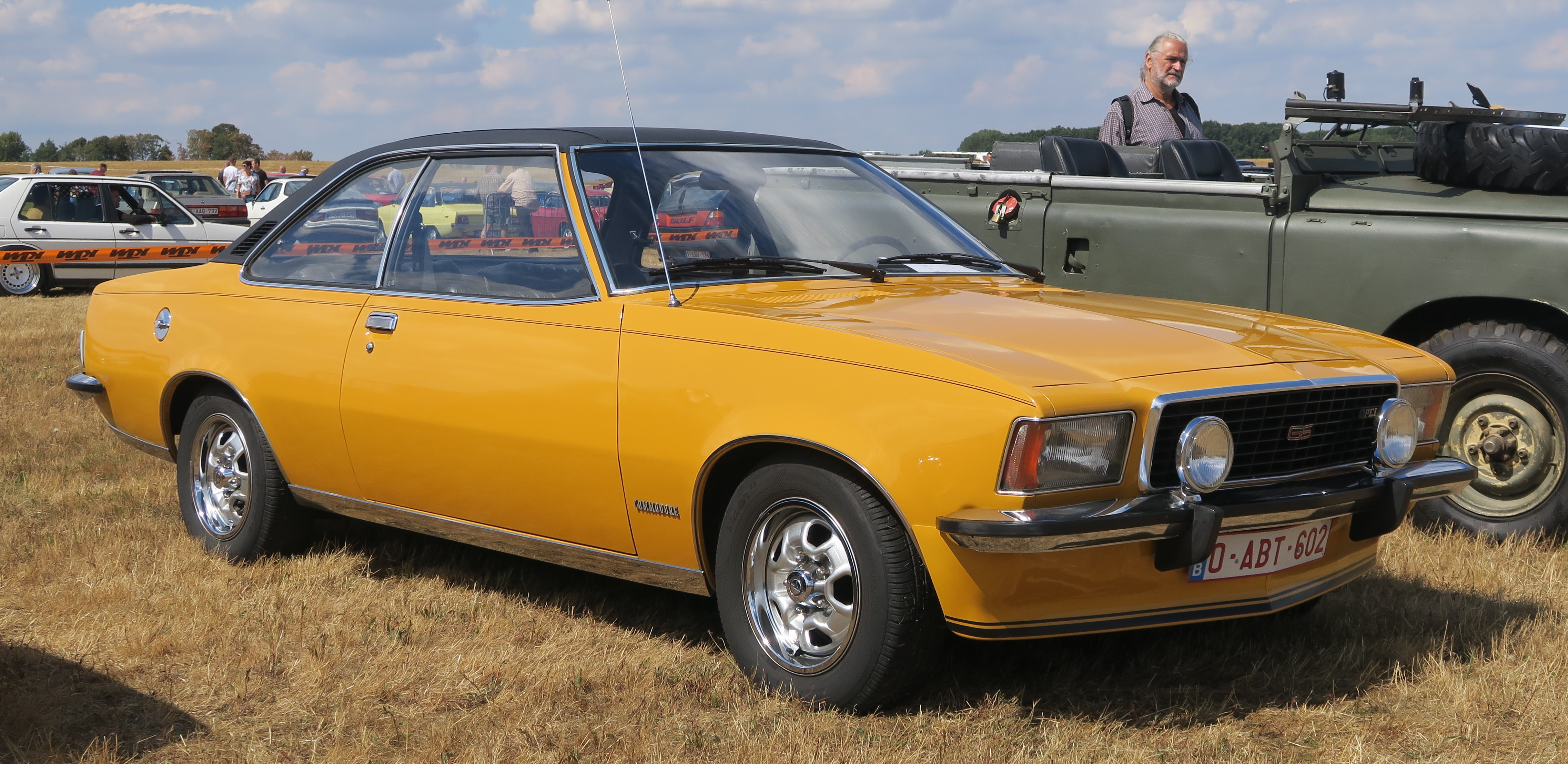
Opel Commodore GS Coupé
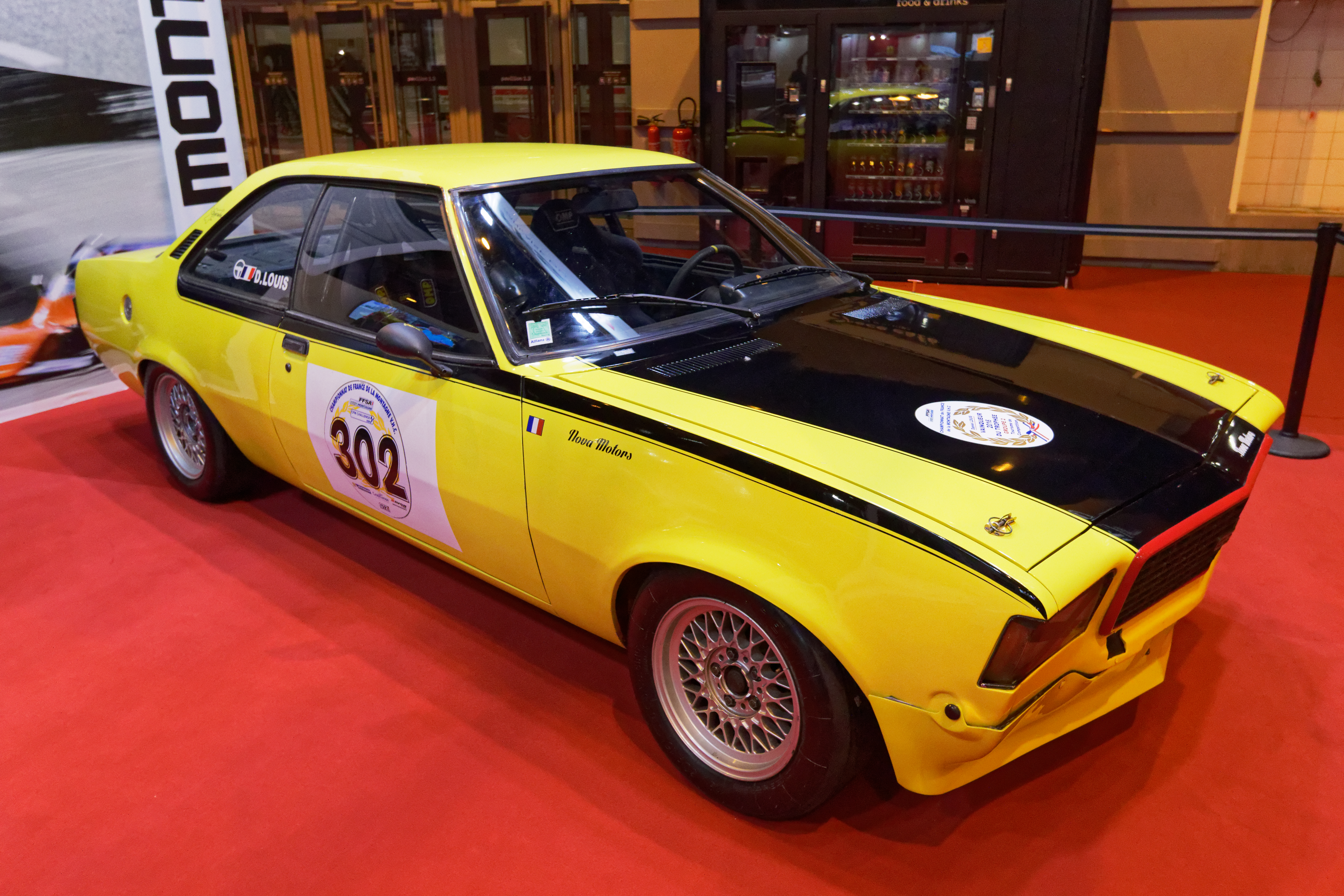
Opel Commodore B GS/E

### Motorvarianten
- Commodore 2.5, 1972–1977: Sechszylinder-Reihenmotor, 1 Registervergaser, 85 kW (115 PS)
- Commodore GS 2.5, 1972–1973: Sechszylinder-Reihenmotor, 2 Registervergaser, 96 kW (130 PS)
- Commodore 2.8, 1973–1977: Sechszylinder-Reihenmotor, 1 Registervergaser, 96 kW (130 PS); ab 03/1975: 95 kW (129 PS)
- Commodore GS 2.8, 1973–1975: Sechszylinder-Reihenmotor, 2 Registervergaser, 104 kW (142 PS); ab 03/1975: 103 kW (140 PS)
- Commodore GS/E 2.8, 1972–1977: Sechszylinder-Reihenmotor, elektronische Einspritzung Bosch D-Jetronic, 118 kW (160 PS); ab 03/1975: 114 kW (155 PS)

Der 2.8 GS/E war das Spitzenmodell mit einer Höchstgeschwindigkeit von 200 km/h (Coupé) bzw. 195 km/h (Limousine). Als Einspritzanlage wurde die elektronische D-Jetronic von Bosch verwendet. Zunächst wird nur der GS/E serienmäßig mit einer Servolenkung ausgestattet, ab 08/1975 enthalten alle Fahrzeuge die Servolenkung als Serienbestandteil.

### Technische Daten
| Technische Daten des Opel Commodore B |                                                                                     |                                                                                     |                                                                                     |                                                                                     |                                                                                     |
| Opel Commodore                        | 2500 S                                                                              | GS 2500 H                                                                           | 2800 SC                                                                             | GS 2800 HC                                                                          | GS/E 2800 EC                                                                        |
| Motor                                 | 6-Zylinder-Reihenmotor (Viertakt)                                                   | 6-Zylinder-Reihenmotor (Viertakt)                                                   | 6-Zylinder-Reihenmotor (Viertakt)                                                   | 6-Zylinder-Reihenmotor (Viertakt)                                                   | 6-Zylinder-Reihenmotor (Viertakt)                                                   |
| Hubraum                               | 2490 cm³                                                                            | 2490 cm³                                                                            | 2784 cm³                                                                            | 2784 cm³                                                                            | 2784 cm³                                                                            |
| Bohrung × Hub                         | 87 × 69,8 mm                                                                        | 87 × 69,8 mm                                                                        | 92 × 69,8 mm                                                                        | 92 × 69,8 mm                                                                        | 92 × 69,8 mm                                                                        |
| Leistung bei 1/min                    | 85 kW (115 PS) bei 5200                                                             | 96 kW (130 PS) bei 5300                                                             | 95–96 kW (129–130 PS) bei 5000                                                      | 103–104 kW (140–142 PS) bei 5200                                                    | 114–118 kW (155–160 PS) bei 5400–5600                                               |
| Max. Drehmoment bei 1/min             | 174 Nm bei 3800                                                                     | 176 Nm bei 4250                                                                     | 204–206 Nm bei 3800                                                                 | 214–218 Nm bei 3600                                                                 | 217–228 Nm bei 4200                                                                 |
| Verdichtung                           | 9,0, später 8,8 : 1                                                                 | 9,0 : 1                                                                             | 9,5, später 9,0 : 1                                                                 | 9,5, später 9,0 : 1                                                                 | 9,5, später 9,0 : 1                                                                 |
| Gemischaufbereitung                   | 1 Register-Fallstromvergaser                                                        | 2 Register-Fallstromvergaser                                                        | 1 Register-Fallstromvergaser                                                        | 2 Register-Fallstromvergaser                                                        | Elektronische Einspritzanlage Bosch D-Jetronic                                      |
| Ventilsteuerung                       | Hängende Ventile, Hydrostößel und Kipphebel (obenliegende Nockenwelle, Duplexkette) | Hängende Ventile, Hydrostößel und Kipphebel (obenliegende Nockenwelle, Duplexkette) | Hängende Ventile, Hydrostößel und Kipphebel (obenliegende Nockenwelle, Duplexkette) | Hängende Ventile, Hydrostößel und Kipphebel (obenliegende Nockenwelle, Duplexkette) | Hängende Ventile, Hydrostößel und Kipphebel (obenliegende Nockenwelle, Duplexkette) |
| Kühlung                               | Wasserkühlung                                                                       | Wasserkühlung                                                                       | Wasserkühlung                                                                       | Wasserkühlung                                                                       | Wasserkühlung                                                                       |
| Getriebe                              | 4-Gang-Getriebe, Knüppelschaltung (a. W. Dreigangautomatik (Opel))                  | 4-Gang-Getriebe, Knüppelschaltung (a. W. Dreigangautomatik (Opel))                  | 4-Gang-Getriebe, Knüppelschaltung (a. W. Dreigangautomatik (Opel))                  | 4-Gang-Getriebe, Knüppelschaltung (a. W. Dreigangautomatik (Opel))                  | 4-Gang-Getriebe, Knüppelschaltung (a. W. Dreigangautomatik (Opel))                  |
| Radaufhängung vorn                    | Einzelradaufhängung an Doppelquerlenkern, Schraubenfedern, Teleskopstoßdämpfer      | Einzelradaufhängung an Doppelquerlenkern, Schraubenfedern, Teleskopstoßdämpfer      | Einzelradaufhängung an Doppelquerlenkern, Schraubenfedern, Teleskopstoßdämpfer      | Einzelradaufhängung an Doppelquerlenkern, Schraubenfedern, Teleskopstoßdämpfer      | Einzelradaufhängung an Doppelquerlenkern, Schraubenfedern, Teleskopstoßdämpfer      |
| Radaufhängung hinten                  | Starrachse an 4 Längslenkern und Panhardstab, Schraubenfedern, Teleskopstoßdämpfer  | Starrachse an 4 Längslenkern und Panhardstab, Schraubenfedern, Teleskopstoßdämpfer  | Starrachse an 4 Längslenkern und Panhardstab, Schraubenfedern, Teleskopstoßdämpfer  | Starrachse an 4 Längslenkern und Panhardstab, Schraubenfedern, Teleskopstoßdämpfer  | Starrachse an 4 Längslenkern und Panhardstab, Schraubenfedern, Teleskopstoßdämpfer  |
| Karosserie                            | Stahlblech, selbsttragend                                                           | Stahlblech, selbsttragend                                                           | Stahlblech, selbsttragend                                                           | Stahlblech, selbsttragend                                                           | Stahlblech, selbsttragend                                                           |
| Spurweite vorn/hinten                 | 1434–1450/1400 mm                                                                   | 1434–1450/1400 mm                                                                   | 1434–1450/1400 mm                                                                   | 1434–1450/1400 mm                                                                   | 1434–1450/1400 mm                                                                   |
| Radstand                              | 2668 mm                                                                             | 2668 mm                                                                             | 2668 mm                                                                             | 2668 mm                                                                             | 2668 mm                                                                             |
| Länge:                                | 4607 mm                                                                             | 4607 mm                                                                             | 4607 mm                                                                             | 4607 mm                                                                             | 4607 mm                                                                             |
| Leergewicht                           | 1210–1305 kg                                                                        | 1210–1305 kg                                                                        | 1210–1305 kg                                                                        | 1210–1305 kg                                                                        | 1210–1305 kg                                                                        |
| Höchstgeschwindigkeit                 | 170–175 km/h                                                                        | 180–184 km/h                                                                        | 175–180 km/h                                                                        | 185–190 km/h                                                                        | 190–200 km/h                                                                        |
| 0–100 km/h                            | 13–14,5 s                                                                           | 12–13,5 s                                                                           | 12–13,5 s                                                                           | 10,5–11,5 s                                                                         | 9,5–11 s                                                                            |
| Verbrauch (Liter/100 Kilometer) (1)   | 13,5–14,5 S                                                                         | 14,5–15,5 S                                                                         | 14,5–15,5 S                                                                         | 15,5–16,5 S                                                                         | 16,5–17,5 S                                                                         |